# Rhieng Krueng
Rhieng Krueng is een bestuurslaag in het regentschap Pidie Jaya van de provincie Atjeh, Indonesië. Rhieng Krueng telt 535 inwoners (volkstelling 2010).